# Peniocereus marianus
Peniocereus marianus ist eine Pflanzenart in der Gattung Peniocereus aus der Familie der Kakteengewächse (Cactaceae). Das Artepitheton marianus ehrt Mary Ann Gentry, die Ehefrau des Erstbeschreibers.

## Beschreibung
Peniocereus marianus wächst strauchig mit verzweigten, kletternden Trieben und erreicht Wuchshöhen von 1 bis 6 Meter. Die Basis ist verholzt und nicht bedornt. Die schlank zylindrischen, graugrünen Triebe besitzen einen Durchmesser von 3 bis 6 Zentimeter. Es sind vier bis fünf Rippen vorhanden. Der einzelne, dunkelbraune Mitteldorn ist abwärts gerichtet und 5 bis 7 Millimeter lang. Die sieben bis zehn ausgebreiteten Randdornen sind ebenfalls dunkelbraun und liegen an der Trieboberfläche an.
Die röhren- bis trichterförmigen, weißen Blüten öffnen sich in der Nacht. Sie sind 8 bis 9 Zentimeter lang. Ihr Perikarpell und die Blütenröhre sind mit graubrauner Wolle und einigen borstenartigen Dornen besetzt. Die verkehrt birnenförmigen Früchte sind rot.

## Verbreitung, Systematik und Gefährdung
Peniocereus marianus ist in den mexikanischen Bundesstaaten Sonora und Sinaloa in Höhenlagen von 0 bis 500 m verbreitet.
Die Erstbeschreibung als Wilcoxia mariana erfolgte 1942 durch Howard Scott Gentry. Hernándo Sánchez-Mejorada stellte die Art 1962 in die Gattung Peniocereus.
In der Roten Liste gefährdeter Arten der IUCN wird die Art als „Least Concern (LC)“, d. h. als nicht gefährdet geführt.

## Nachweise